# Mustafa Dağıstanlı
Mustafa Dağıstanlı (ur. 3 listopada 1931 w Söğütpınar, zm. 18 września 2022 w Ankarze) – turecki zapaśnik. Dwukrotny medalista olimpijski.

## Kariera sportowa
Walczył w stylu wolnym, w kategorii koguciej (do 57 kg), a później piórkowej (do 62 kg). Brał udział w dwóch edycjach letnich igrzysk olimpijskich (XVI Letnie Igrzyska Olimpijskie Melbourne 1956, XVII Letnie Igrzyska Olimpijskie 1960), podczas obu zdobywał złote medale i tytuły mistrza olimpijskiego. Był złotym medalistą mistrzostw świata w 1954, 1957 i 1959 roku. Triumfator II Igrzysk Śródziemnomorskich w 1959. Pierwszy w Pucharze Świata w 1956; drugi w 1958 roku.